# Крокодил (фільм, 2000)
«Крокодил» (англ. Crocodile) — американський фільм жахів 2000 року режисера Тоуба Хупера. Слідом за ним вийшов «Крокодил 2: Смертельне болото», який не має жодного відношення до сюжету оригіналу, окрім гігантського крокодилу.

## Синопсис
Група студентів під час весняних канікул натрапляють на гніздо з яйцями і розлючують велику самицю нільського крокодила, яка переслідує і вбиває їх одного за одним.

## У ролях
| Актор          | Роль          |
| -------------- | ------------- |
| Марк Маклахлан | Брейді Тернер |
| Кейтлін Мартін | Клер          |
| Кріс Соларі    | Дункан        |
| Даг Райзер     | Кіт           |
| Джулі Мінц     | Аннабель      |
| Соммер Найт    | Санні         |
| Ретт Джордан   | Фостер        |
| Грег Вейн      | Габс          |
| Гаррісон Янг   | шериф         |

## Виробництво
Продюсер Френк ДеМартіні сказав, що з «Крокодилом» режисер Тоуб Хупер «намагався [...] відтворити страх» «Техаської різанини бензопилою». Хупер погодився, сказавши: «Це 25-та річниця першої бензопили, і мені дуже хотілося створити атмосферу, яка захопить вас так само»; Він також заявив: «Стилістично я прагну до абсолютно іншого вигляду, ніж те, що я коли-небудь робив, або те, що ви могли б очікувати від мене».
За словами ДеМартіні, кастинг-директор Кеті Хендерсон-Мартін прослухала дві тисячі людей, звузивши пул до кількох сотень, які зустрілися з ним та Хупером.
Сценарій написали Майкл Д. Вайс, Адам Гієраш і Джейс Андерсон. Хупер сказав: «На папері щось може виглядати добре, але на екрані все змінюється. Якщо говорити в загальних рисах, то ми переробили деякі діалоги [під акторів]. Ідея на сторінці неодмінно потрапить на екран, але я прагну спонтанності».

## Випуск
«Крокодил» вийшов безпосередньо на DVD 26 серпня 2000 року. Він був перевиданий Trimark 9 жовтня 2001 року як частина збірки фільмів жахів про тварин, яка також включала фільми «Королівська кобра» та «Восьминіг».

## Зовнішні посилання
- Crocodile на сайті IMDb (англ.)